# The Brutalist
The Brutalist is een Brits-Amerikaans-Hongaarse dramafilm uit 2024, geregisseerd en mede geschreven door Brady Corbet. De hoofdrollen worden vertolkt door Adrien Brody, Felicity Jones, Joe Alwyn, Alessandro Nivola, Jonathan Hyde en Guy Pearce.

## Verhaal
De film beschrijft dertig jaar uit het leven van László Tóth, een in Hongarije geboren joodse architect die de Holocaust heeft overleefd. Na het einde van Tweede Wereldoorlog emigreert hij naar de Verenigde Staten op zoek naar de "American Dream". László leeft in armoede en ondergaat aanvankelijk enkel vernedering, maar krijgt al snel een contract met een mysterieuze en rijke cliënt, Harrison Lee Van Buren, dat de loop van zijn leven zal veranderen. Later komen ook zijn vrouw Erzsébet en zijn nichtje Zsófia over vanuit Hongarije.

## Rolverdeling
| Acteur            | Personage              |
| ----------------- | ---------------------- |
| Adrien Brody      | László Tóth            |
| Felicity Jones    | Erzsébet Tóth          |
| Joe Alwyn         | Harry Lee Van Buren    |
| Alessandro Nivola | Attila                 |
| Jonathan Hyde     |                        |
| Guy Pearce        | Harrison Lee Van Buren |
| Isaach De Bankolé | Gordon                 |
| Raffey Cassidy    | Zsófia                 |
| Stacy Martin      | Maggie Van Buren       |
| Emma Laird        | Audrey                 |
| Peter Polycarpou  |                        |

## Productie
In september 2018, na de wereldpremière van zijn tweede speelfilm Vox Lux werd gemeld dat regisseur Brady Corbet het historisch drama The Brutalist had gekozen als zijn volgende project. Corbet schreef het scenario samen met zijn partner, de Noorse filmmaker Mona Fastvold, met wie hij eerder al samen de film The Childhood of a Leader uit 2015 en Vox Lux schreef.
In september 2020 werd aangekondigd dat Joel Edgerton, Marion Cotillard en Mark Rylance waren gecast als de hoofdrolspelers van de film. Sebastian Stan, Vanessa Kirby, Isaach De Bankolé, Alessandro Nivola, Raffey Cassidy en Stacy Martin werden ook aangekondigd in onbekende rollen. De opnames zouden in januari 2021 in Polen beginnen. De film wordt opgenomen in het Engels, Jiddisch, Hongaars en Italiaans.
In april 2023 werd aangekondigd dat Adrien Brody, Felicity Jones, Guy Pearce, Joe Alwyn, Jonathan Hyde, Emma Laird en Peter Polycarpou in de film zouden spelen, terwijl Edgerton, Cotillard, Rylance, Stan en Kirby niet meer bij de productie waren betrokken. De filmcrew bestaat uit cameraregisseur Lol Crawley, componist Daniel Blumberg, kostuumontwerper Kate Forbes, editir Dávid Jancsó en production designer Judy Becker. Trevor Matthews en Nick Gordon produceren voor Brookstreet UK naast Brian Young en Andrew Morrison van Yellow Bear. Andere producenten zijn Andrew Lauren voor Andrew Lauren Productions en D.J. Gugenheim.

### Filmopnames
De filmopnames zouden oorspronkelijk in 2020 beginnen, maar werd uitgesteld vanwege de coronapandemie. De start werd vervolgens wegens allerhande redenen nog verscheidene malen uitgesteld. Het filmen begon uiteindelijk in maart in Boedapest, Hongarije. De productie verhuisde vervolgens op 29 april 2023 naar de stad Carrara in Toscane, Italië,  en werd afgerond op 5 mei 2023.